# Schaffenbergerstraße 53 (Korschenbroich)

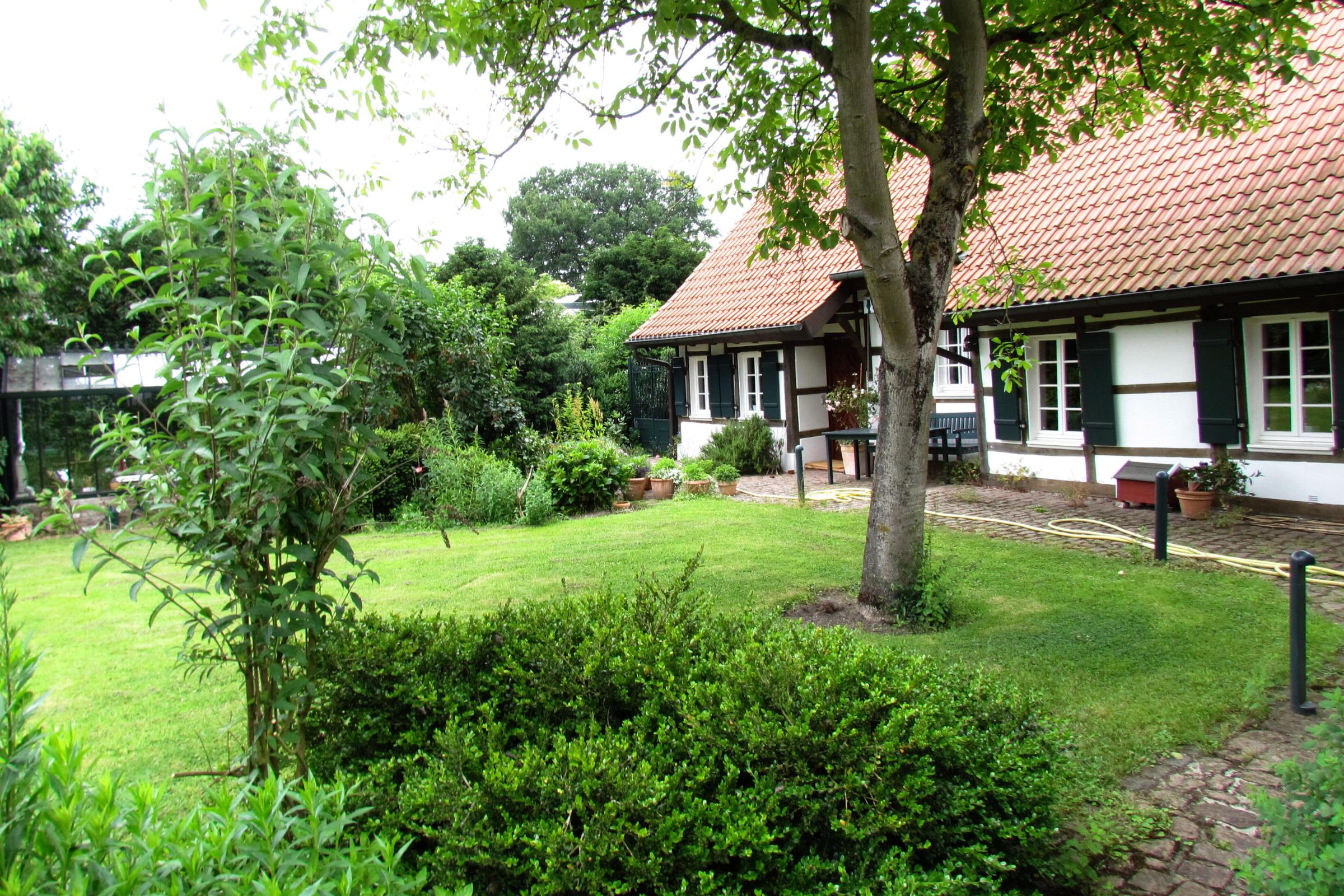
Fachwerkhof

Der ehemalige Fachwerkhof Schaffenbergerstraße 53 steht im Stadtteil Herzbroich in Korschenbroich  im Rhein-Kreis Neuss in Nordrhein-Westfalen.
Das Gebäude wurde 1676 erbaut. Es wurde unter Nr. 029 am 26. August 1985 in die Liste der Baudenkmäler in Korschenbroich eingetragen.

## Architektur
Es handelt sich um einen dreiflügeligen Fachwerkhof. Das Wohnhaus ist eingeschossig mit Krüppelwalmdach und Schleppdach. Ende des 19. Jahrhunderts wurde das Gebäude verändert. Die Scheunentrakte sind neu.